# Adrian Ballmer
Adrian Ballmer (* 23. Januar 1947; heimatberechtigt in Liestal und Lausen) ist ein Schweizer Politiker (FDP). Von 2000 bis 2013 war er Regierungsrat des Kantons Basel-Landschaft.

## Berufliche Laufbahn
In den Jahren 1973/74 war er in mehreren juristischen Volontariaten tätig, ehe er 1975 für drei Jahre Gerichtsschreiber wurde. 22 Jahre lang (1978–2000) war er Mitglied der Geschäftsleitung der Elektra Birseck Münchenstein.

## Politische Laufbahn
Von 1991 bis 1999 hatte er Einsitz im Landrat. Ab Juli 2000 war er Regierungsrat und stand der Finanz- und Kirchendirektion vor. Auf diesem Posten blieb er bis zu seinem Rücktritt per 30. Juni 2013, den er aus gesundheitlichen Gründen vollzog. Balmer zahlte nachträglich in der sog. Honoraraffäre für nicht korrekt abgerechnete Entschädigungen von Mandaten, die er als Regierungsrat innehatte, dem Kanton 98'372 Franken zurück.

## Privates
Ballmer lebt in Liestal, ist verheiratet und hat zwei erwachsene Kinder.